# Girabacchino

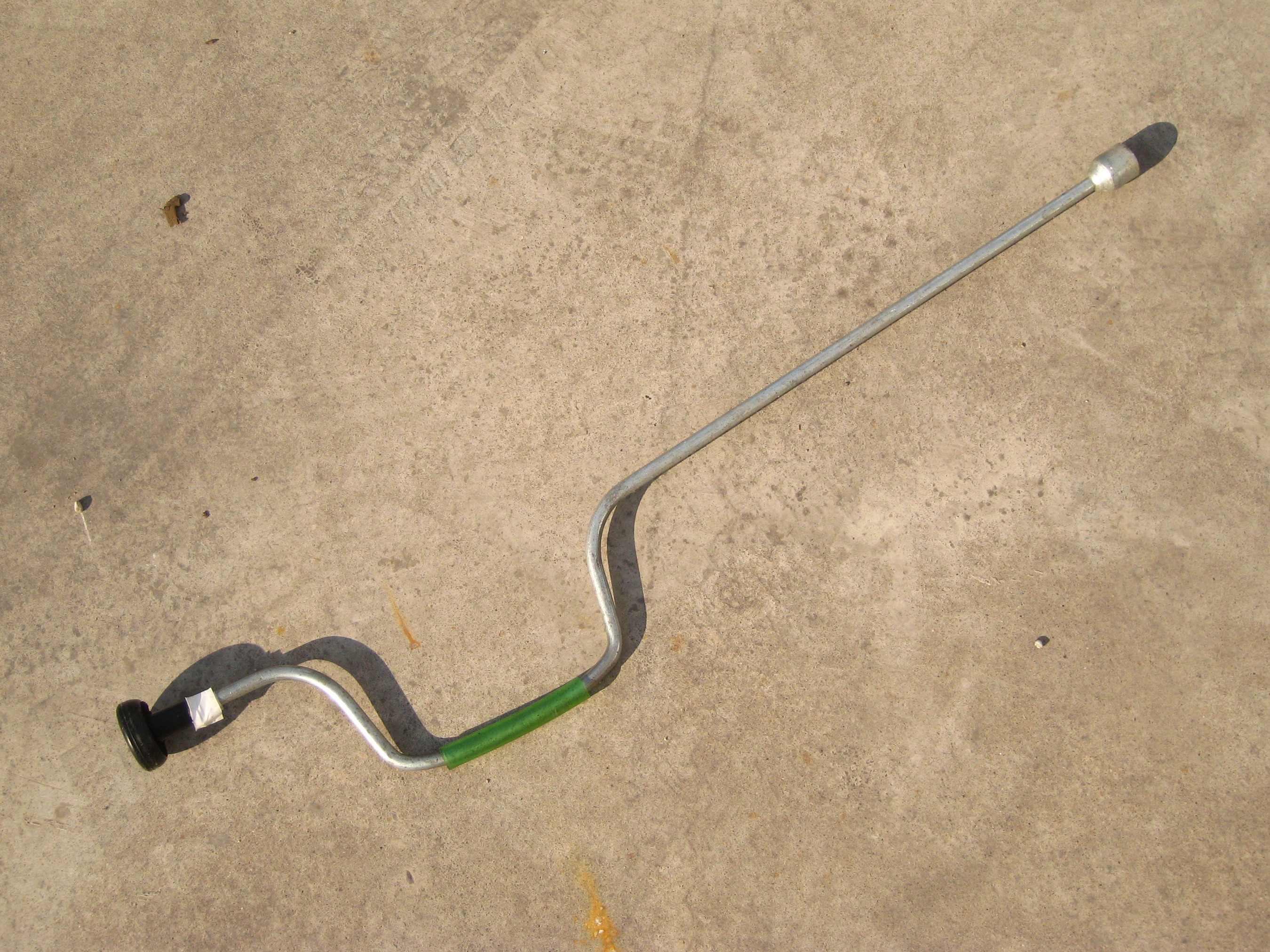
Un girabacchino per manovrare i piedini di stazionamento di roulotte e camper

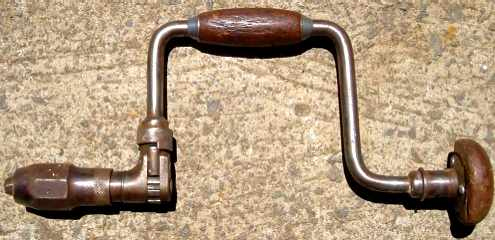
Una menarola

Il girabacchino (o girabecchino o girabarchino) è un attrezzo che serve ad imprimere un movimento rotatorio manuale. Il principio di funzionamento è lo stesso della manovella, cioè quello di un'impugnatura eccentrica rispetto all'asse di rotazione.

## Descrizione
È costituito da un'asta di metallo sulla cui lunghezza è ricavata, tramite una serie di piegature a gomito, una forma eccentrica ad U.
Su un'estremità dell'attrezzo si trova imperniato un pomello girevole, su cui si fa forza con il palmo di una mano (o in alcuni casi anche una piastra di appoggio per il petto). Sulla U centrale si trova una manopola anch'essa girevole, che viene impugnata dall'altra mano, che assieme al movimento del braccio imprime il moto rotatorio. Sull'altra estremità dell'attrezzo si possono applicare vari accessori, a seconda dell'uso a cui è destinato il girabacchino.

## Estremità girabacchino
Le estremità atte alle finalità specifiche del girabacchino possono essere:
- un mandrino, ed allora si ha un trapano manuale che prende anche il nome di menarola o menaruola o trapano a manovella;
- un gancio o uno snodo o altro, ed allora l'attrezzo serve a manovrare un cric manuale o l'arrotolatore di una tenda;
- una chiave a bussola, che può servire a manovrare un cric, a stringere bulloni, o a manovrare i piedini di stazionamento di una roulotte.

Questi ultimi tipi hanno uno stelo lungo, la cui lunghezza varia a seconda dell'uso a cui sono destinati.